# Gonzalo Ramos
Gonzalo Ramos Cantó (Madrid, 19 settembre 1989) è un attore spagnolo.

## Biografia
Debutta, con ruoli minori, in varie produzioni, quali Hermanos y detectives, Los hombres de Paco, Aprendiendo a vivir, MIR, Génesis e Hospital Central. Approda, nel 2008, alla serie spagnola di Antena 3 Fisica o chimica, interpretando Julio de la Torre, amico di Fer e storico amore di Cova. Nel 2010 lascia il telefilm, dopo ben sei stagioni.

## Vita privata
Nel 2013 si è sposato, con cerimonia segreta, con Sofia Escobar. A marzo 2014 è nato il primo figlio, Gabriel.

## Filmografia

### Cinema
- El guardavías (2008)
- La vida en rojo, regia di Andrés Linares (2008)
- Cruzando el límite, regia di Xavi Giménez (2010)
- La famiglia ideale (La familia perfecta), regia di Arantxa Echevarría (2021)

### Teatro
- Los ochenta son nuestros (2010)

### Televisione
- Hospital Central - serie TV, episodio 11x11 (2006)
- MIR - serie TV, episodio 1x06 (2007)
- Los hombres de Paco - serie TV, episodio 4x08 (2007)
- Hay que vivir - serie TV, episodio 1x02 (2007)
- Hermanos y detectives - serie TV, episodio 1x09 (2007)
- Maitena: Estados alterados - serie TV, episodio 1x32 (2008)
- Cama blanca, regia di Diego Betancor (2010)
- Fisica o chimica (Física o Química) - serie TV, 59 episodi (2008-2010, 2011)
- Las leyes de la física y la química - Serie Tv (2012-2013)
- Una vita (Acacias 38) - serie TV (2021)

## Programmi televisivi
- Esta casa era una ruina (2009)
- Tal cual lo contamos, regia di Eduardo Blanco (2010)
- Password (2010)

## Pubblicità
- Giro di Spagna (2006)

## Video musicali
- Todo me da igual (2010)

## Doppiatori italiani
Nelle versioni in italiano dei suoi film, Gonzalo Ramos è stato doppiato da:
- Jacopo Venturiero in La famiglia ideale
- Flavio Aquilone in Fisica o chimica
- Mattia Bressan in Una vita